# Põhjaku raba
Põhjaku raba är en mosse i Estland. Den ligger i landskapet Harjumaa, i den centrala delen av landet, 50 km sydost om huvudstaden Tallinn.